# Bodil Hauschildt
Bodil Hauschildt (født 9. oktober 1861 i Ribe, død 24. december 1951) var en dansk fotograf og blandt de tidligste kvindelige fotografer i landet.
Bodil Hauschildt blev født i Ribe som datter af købmand Hauschildt i Saltgade. Hendes bedstefar var smed i Ribe, så familien var i høj grad ripensere. Hendes far døde som 29-årig, og hendes mor blev da som enke med to små børn asylmoder ved Dronning Louises Børneasyl. Bodil Hauschildt kom i skole i Frk. Guldbergs Institut, og som ung pige var hun en tid lærerinde i Fårup Præstegård hos pastor Høgsbro, senere hos en proprietær Tingleff i Vonsild.
Hun havde talent for tegning og maling og søgte ind til den kvindelige fotograf Mathilde Bruun for at lære det fotografiske håndværk. Senere kom hun til København, hvor hun kom i lære hos Sophus Juncker-Jensen, der kom fra Vejle, men i 1888 havde etableret atelier i hovedstaden. Juncker-Jensen havde været i Paris, og han videreformidlede sin kunnen til Hauschildt, som kaldte sin læremester sin "gode Aand".
Hjemvendt til Ribe overtog hun i 1890 Mathilde Bruuns atelier i Alléen ved kirkegården. Da forholdene her blev for små, fik hun sig et større atelier i Dagmarsgade, åbnet ca. 1896. I 1908 tog hun til Århus og kort tid derefter på et længere udlandsophold. Med anbefalinger i bagagen tog hun til Italien og arbejdede i to forretninger i Rom. Hun lærte her meget om lyssætning og kunstneriske virkemidler, der satte sig spor i hendes værker, som blev mere eksperimenterende.
I Århus havde hun butik i Clemensborg, Sct. Clemens Torv 10. Omkring 1922 rejste hun tilbage til sin fødeby, men inden da var hovedparten af hendes gamle glasplader og billeder fra Ribe gået til grunde ved en brand. Selvom hun havde været yderst produktiv i Ribe, eksisterer der således i dag kun godt 2.000 plader efter Bodil Hauschildt.
I 1904 blev hun en af de første kvindelige kgl. hoffotografer, idet hun fik opgaver for Christian IX, der besøgte Ribe ved genindvielsen af den restaurerede domkirke. Hauschildt fotograferede blandt andet begivenheden til Illustreret Tidende, bl.a. i form af et billede af den kongelige familie i stiftamtmandens have. Angiveligt er hendes foto det sidste fotografi, der er taget af kongen, der døde 29. januar 1906. Hendes originalaftryk fra denne begivenhed er imidlertid blevet historiske sjældenheder, fordi mange af disse optagelser gik til ved branden i Clemensborg.
Hun vendte tilbage til Ribe, hvor hun følte sig "saa inderligt Hjemme". Efterhånden blev en medarbejder knyttet til forretningen, Anna Bojsen, som Hauschildt havde kendt siden 1912. Hun drev Bodil Hauschildts atelier videre fra 1939, men Bodil Hauschildt overvågede alt lige til sin død juleaften 1951.
- Det fotografiske atelier ved den gamle kirkegård
- Hauschildts gamle atelier, Dagmarsgade 9
- Gravsten på Ribe gl. Kirkegård